# کینای

کینای با رنگ نارنجی مشخص شده‌است.

کینای (به ژاپنی: 畿内 Kinai)، گوکی (به ژاپنی: 五畿)، یک عبارت ژاپنی است که به تقسیمات کشوری قدیم ژاپن اشاره دارد. کینای به نواحی نزدیک پایتخت و دربار امپراتوری ژاپن اشاره دارد و ۵ ولایت به نام‌های ولایت یاماشیرو، ولایت یاماتو، ولایت ستسو، ولایت کاواچی و  ولایت ایزومی را شامل می‌شود.